# Guns Akimbo
Guns Akimbo è un film del 2019 scritto e diretto da Jason Lei Howden.

## Trama
In un futuro prossimo alternativo, esiste sul dark web un gioco illegale chiamato SKIZM, in cui degli sconosciuti sono costretti a battersi fino alla morte, trasmessi in diretta streaming mondiale che hanno consentito loro di raggiungere un'enorme popolarità. Un normale sviluppatore di videogiochi, Miles Lee Harris, trascorre un'esistenza mediocre tra un impiego senza prospettive e il rimpianto per la sua ex ragazza, finché una sera non accede alla chat in tempo reale di una sessione dal vivo di SKIZM dove lascia una serie di frecciatine e commenti denigratori verso gli spettatori che trasformano l'omicidio in intrattenimento. Rapito da Riktor, il boss criminale e psicopatico creatore del gioco, Miles si risveglia con due pistole avvitate chirurgicamente alle mani e 24 ore di tempo per uccidere Nix: campionessa in carica di SKIZM, nonché la killer più letale e folle del gioco, pena la morte.
Nix rintraccia Miles tramite il suo cellulare, allora lui cerca di ragionare con Nix, ma lei intende ucciderlo. Miles la distrae e lei spara all'impazzata all'interno del suo appartamento mentre lui cade dalla scala antincendio. Dopo aver tentato senza successo di ricevere aiuto dalla polizia, Miles arriva al parco per incontrare la sua ex fidanzata artista Nova Alexander, che dice a Miles che non vuole tornare insieme a lui. Quando Miles rivela cosa gli sta accadendo, Nova fugge spaventata e segnala la situazione al detective Degraves. Degraves e il suo partner Stanton hackerano il cellulare di Nova in modo che possano rintracciare Miles. Miles riceve un aiuto temporaneo da un senzatetto di nome Glenjamin. Miles si reca poi nell'ufficio dove lavora in modo che il suo amico Hadley possa hackerare il malware di tracciamento SKIZM sul suo telefono.
Miles finalmente diventa risoluto, tirando rabbiosamente fuori le sue pistole dopo che il suo capo costantemente prepotente Zander lo insulta. Zander viene colpito alla testa da Nix, appena apparsa, che inizia a sparare per tutto l'ufficio. Miles scappa con un'automobile rubata e Nix lo insegue su una moto. Dopo un confronto in cui ancora una volta non riesce a ragionare con Nix, Miles chiama Nova, ma vede Riktor rapirla. Miles telefona alla polizia e lascia il suo cellulare in una discarica per fornire la propria posizione a Nix, in modo da farla arrestare. Quindi interrompe inavvertitamente un affare di droga tra due bande rivali. Nix si presenta e inizia a sparare con un minigun contro i teppisti mentre cerca di raggiungere Miles.
La polizia arriva e arresta Miles. Durante il trasporto, Degraves e Stanton spiegano il loro piano per usare Miles come esca per attirare Nix, che hanno cercato di catturare per anni. Degraves rivela che Nix è sua figlia e che è diventata una pazza criminale dopo che Riktor si è vendicato di Degraves per aver abbattuto la banda di Riktor facendo saltare in aria il furgone della sua famiglia. Degraves è riuscito a salvare Nix, ma sua moglie e suo figlio sono morti. Stanton rivela di essere una talpa che lavora per Riktor quando spara a Degraves alla testa. Stanton riproduce un videomessaggio in cui Riktor spiega che Miles ha trenta minuti per uccidere Nix, altrimenti ucciderà Nova. Miles recupera il telefono dal corpo di Degraves. Mentre costringe un cliente di un bar da gioco ad hackerare il telefono di Nova per recuperare la sua posizione, Miles scopre che le comunità di SKIZM lo hanno soprannominato "Guns Akimbo" ("pistole sui fianchi" in inglese) e che è diventato il giocatore più popolare di sempre. Miles arriva nella presunta posizione di Nova per trovare Riktor in attesa. Riktor schernisce Miles scaricando il cadavere di Hadley prima di allontanarsi.
Miles riesce a incontrare segretamente Nix e le dice che Riktor ha ucciso suo padre e rapito la sua ex ragazza. Nella sua rabbia e nel suo desiderio di vendetta, Nix accetta un piano in cui mettono in scena con successo una scena per i droni delle telecamere di SKIZM. Apparentemente spara a Miles, che in realtà indossa un giubbotto antiproiettile che ha rimosso dal detective Degraves. Gli scagnozzi recuperano il corpo di Miles e lo trasportano al nascondiglio di SKIZM di Riktor. Nix si unisce a Miles mentre sconfiggono gli scagnozzi di Riktor, inclusi Dane ed Effie. Nix si sacrifica, facendosi esplodere con un giubbotto suicida, che fa esplodere Fuckface e il resto degli uomini di Riktor in modo che Miles possa sopravvivere. Riktor uccide Stanton mentre si dirige verso il tetto con Nova.
Sul tetto, Riktor continua a sparare a Miles, ma quest'ultimo accusa con determinazione Riktor e alla fine lo getta giù dal tetto fino alla morte, non prima che Riktor dica a Miles che SKIZM si è diffuso in tutto il mondo e sta diventando un franchise globale. Dopo la morte di Riktor, Miles inizia a collassare per una emorragia mentre immagina una riunione romantica con Nova. Tuttavia, Nova è molto spaventata e rimane scioccata dopo aver visto in cosa si è trasformato Miles.
Qualche tempo dopo, un Miles sfregiato dalle ferite riportate, mentre è seduto nella sua macchina, apre una cartella. Scopre un fumetto scritto da Nova e scopre che lei sta promuovendo Miles come un eroe popolare scrivendo un fumetto basato sulla loro storia. Con SKIZM che si diffonde in tutto il mondo sotto nuove leadership, Miles si impegna a fare tutto ciò che è in suo potere per distruggere l'intera organizzazione criminale.

## Produzione
Il film fu girato principalmente ad Auckland, in Nuova Zelanda, e a Monaco di Baviera in Germania. Il 12 maggio 2017 venne annunciato che Daniel Radcliffe avrebbe recitato nel film, diretto dal regista neozelandese Jason Lei Howden i cui progetti precedenti includono il film Deathgasm. Venne annunciato inoltre che Felipe Marino e Joe Neurauter avrebbero prodotto la pellicola attraverso la Occupant Entertainment. L'8 maggio 2018, Natasha Liu Bordizzo sì unì al cast al fianco di Radcliffe.

## Distribuzione
Il film fu presentato in anteprima al Toronto International Film Festival il 9 settembre 2019. Venne distribuito nelle sale cinematografiche neozelandesi dalla Madman Entertainment a partire dal 5 marzo 2020.
In Italia, il film venne presentato in anteprima il 23 novembre 2019 nella sezione After Hours al Torino Film Festival e distribuito direttamente su Prime Video dal 23 marzo 2020.